# Сомина (Никшић)
Сомина је насеље у општини Никшић у Црној Гори. Према попису из 2003. било је 106 становника (према попису из 1991. било је 92 становника).

## Демографија
У насељу Сомина живи 79 пунолетних становника, а просечна старост становништва износи 39,8 година (37,8 код мушкараца и 41,5 код жена). У насељу има 25 домаћинстава, а просечан број чланова по домаћинству је 4,24.
Ово насеље је углавном насељено Србима (према попису из 2003. године).
|  |

| Демографија | Демографија | Демографија |
| Година      | Становника  | Становника  |
| ----------- | ----------- | ----------- |
|             |             |             |
|             |             |             |
|             |             |             |
|             |             |             |
| 1948.       | 351         |             |
| 1953.       | 400         |             |
| 1961.       | 356         |             |
| 1971.       | 308         |             |
| 1981.       | 178         |             |
| 1991.       | 92          | 92          |
| 2003.       | 110         | 106         |
|             |             |             |

| Етнички састав према попису из 2003.‍ | Етнички састав према попису из 2003.‍ | Етнички састав према попису из 2003.‍ | Етнички састав према попису из 2003.‍ | Етнички састав према попису из 2003.‍ |
| ------------------------------------ | ------------------------------------ | ------------------------------------ | ------------------------------------ | ------------------------------------ |
|                                      |                                      |                                      |                                      |                                      |
| Срби                                 | Срби                                 |                                      | 90                                   | 84,90%                               |
| Црногорци                            | Црногорци                            |                                      | 15                                   | 14,15%                               |
| непознато                            | непознато                            |                                      | 1                                    | 0,94%                                |

| Година пописа     | 1948. | 1953. | 1961. | 1971. | 1981. | 1991. | 2003. |
| ----------------- | ----- | ----- | ----- | ----- | ----- | ----- | ----- |
| Број домаћинстава | 58    | 64    | 54    | 49    | 34    | 28    | 25    |

| Број чланова      | 1  | 2 | 3 | 4 | 5 | 6 | 7 | 8 | 9 | 10 и више | Просек |
| ----------------- | -- | - | - | - | - | - | - | - | - | --------- | ------ |
| Број домаћинстава | 25 | 4 | 4 | 2 | 1 | 6 | 4 | 2 | 2 | 0         | 0      |

| Пол    | Укупно | Неожењен/Неудата | Ожењен/Удата | Удовац/Удовица | Разведен/Разведена | Непознато |
| ------ | ------ | ---------------- | ------------ | -------------- | ------------------ | --------- |
| Мушки  | 40     | 16               | 23           | 0              | 0                  | 1         |
| Женски | 44     | 10               | 23           | 10             | 0                  | 1         |
| УКУПНО | 84     | 26               | 46           | 10             | 0                  | 2         |

| Пол    | Укупно                    | Пољопривреда, лов и шумарство | Рибарство                            | Вађење руде и камена | Прерађивачка индустрија       |
| ------ | ------------------------- | ----------------------------- | ------------------------------------ | -------------------- | ----------------------------- |
| Мушки  | 18                        | 12                            | 0                                    | 0                    | 1                             |
| Женски | 6                         | 5                             | 0                                    | 0                    | 0                             |
| УКУПНО | 24                        | 17                            | 0                                    | 0                    | 1                             |
| Пол    | Производња и снабдевање   | Грађевинарство                | Трговина                             | Хотели и ресторани   | Саобраћај, складиштење и везе |
| Мушки  | 0                         | 0                             | 0                                    | 1                    | 0                             |
| Женски | 0                         | 0                             | 1                                    | 0                    | 0                             |
| УКУПНО | 0                         | 0                             | 1                                    | 1                    | 0                             |
| Пол    | Финансијско посредовање   | Некретнине                    | Државна управа и одбрана             | Образовање           | Здравствени и социјални рад   |
| Мушки  | 0                         | 0                             | 3                                    | 1                    | 0                             |
| Женски | 0                         | 0                             | 0                                    | 0                    | 0                             |
| УКУПНО | 0                         | 0                             | 3                                    | 1                    | 0                             |
| Пол    | Остале услужне активности | Приватна домаћинства          | Екстериторијалне организације и тела | Непознато            | Непознато                     |
| Мушки  | 0                         | 0                             | 0                                    | 0                    | 0                             |
| Женски | 0                         | 0                             | 0                                    | 0                    | 0                             |
| УКУПНО | 0                         | 0                             | 0                                    | 0                    | 0                             |